# شیریایخا
شیریایخا (به لاتین: Shiryaikha) یک منطقهٔ مسکونی در روسیه است که در استان آرخانگلسک واقع شده‌است.